# Alfred Mignault
Alfred Joseph Édouard Mignault, né le 8 décembre 1895 à Saint-Augustin-de-Deux-Montages (aujourd'hui un des districts de Mirabel) et mort le 10 juillet 1961 à Montréal, est un organiste, compositeur et professeur de musique québécois. Largement autodidacte, ses compositions comprennent des œuvres tant vocales qu’instrumentales, dont des chansons, des œuvres pour piano seul, des pièces chorales et de la musique pour orchestre. Plusieurs de ses compositions ont été publiées par Adélard Joseph Boucher et Archambault Musique. Son œuvre la plus célèbre est une Messe brève de requiem, datant de 1944.

## Vie et carrière
Né à Saint-Augustin-de-Deux-Montagnes, Mignault a appris tôt la musique par sa mère, organiste, qui avait elle-même reçu sa formation de Romain-Octave Pelletier I. En 1916 il commença à apprendre le piano auprès d'Alfred La Liberté. Il suivit quelques cours à l'Université de Montréal qu'il quitta pour suivre des cours privés avec le pianiste Léo-Pol Morin et les organistes Eugène Lapierre et Émile Lambert.
Au début des années 1920, Mignault tint brièvement le poste d'organiste aux églises Saint-Alphonse d'Youville, Saint-Étienne, Sainte-Cunégonde, Sainte-Catherine, et Saint-Georges à Montréal. En 1924 il fut engagé comme organiste à l'église du Saint-Enfant-Jésus, poste qu'il occupa jusqu'en 1957. Il fut aussi chef de chœur dans cette même église de 1944 à 1957. En 1937 il commença également à travailler comme organiste et pianiste pour Radio-Canada, se produisant régulièrement sur les ondes jusque dans les années 1950. Il succéda à Henri Letondal au poste de directeur artistique du programme L'Heure provinciale de CKAC, de 1938 à 1940.
En 1943 Mignault rejoignit la faculté de Musique du Conservatoire de musique du Québec à Montréal où il enseigna solfège et dictée musicale jusqu'en 1961. Il enseigna également le chant et le solfège dans des établissements de la Commission Scolaire Catholique de Montréal de 1944 à 1957. Il est mort à Montréal en 1961 à l'âge de 65 ans. Son fils André Mignault est un violoncelliste reconnu.